# Wolfgang Heinrich Puchta
Wolfgang Heinrich Puchta (* 3. August 1769 in Möhrendorf; † 3. März 1845 in Erlangen) war ein deutscher Rechtswissenschaftler und Richter.

## Leben
Puchta war Sohn des lutherischen Pfarrers Johann Christoph Puchta. Er wuchs zunächst im Pfarrhaus von Möhrendorf auf. Als sein Vater am 13. Mai 1784 starb, kam er nach Ansbach zu seinem Onkel, dem Regierungsadvokaten Arnold Heinrich Puchta. Dort absolvierte er bis zum September 1789 das Gymnasium Carolo-Alexandrinum. Sein Onkel wollte allerdings nicht weiter für die Ausbildung aufkommen, weshalb ihn der Gymnasialrektor Faber, der sich der Begabung des Jungen sicher war, über Stipendien ein Studium der Rechtswissenschaft an der Universität Erlangen ermöglichte. Seine Immatrikulation erfolgte am 15. September 1789. Bereits Ostern 1792 standen keine weiteren Mittel für seine Ausbildung bereit. Er bestand dennoch die Prüfung der Landesjustizkommission.
Puchta wurde am 16. Juli 1794 als Advokat in Ansbach zugelassen. Im Zuge der Neuordnung des preußischen Justizwesens wurde er per Dekret vom 24. Dezember 1796 neben seiner Anwaltstätigkeit zum jüngsten Kriminalrat der Deputation in Ansbach und zugleich auch als Rat bei der Kammerdeputation ernannt. Am 1. Januar 1797 wechselte er als erster Justizamtmann zum Justizamt in Cadolzburg und wurde mit dem Titel Justizrat ausgestattet. Als Ansbach 1806 an das Königreich Bayern fiel, wurde Puchta zum königlich bayerischen Landrichter am Landgericht Ansbach ernannt. 1812 kam er als Landrichter an das neugegründete Landgericht Erlangen. Dort verkehrte er nun vermehrt mit den Rechtswissenschaftlern der Universität, darunter Christian Friedrich Glück und Karl Heinrich Gros.
Puchta wurde zunehmend als Fachschriftsteller aktiv. Am 3. August 1817 verlieh ihm die juristische Fakultät die Ehrendoktorwürde (Dr. iur. utr. h.c.) und am 6. April 1821 wurde er zum Mitglied der Kommission zur Reform der Prozessordnung gewählt. Er unterbreitete mehrere Vorschläge zur Reform des Justizwesens. 1838 wurde ihm das Ritterkreuz des Verdienstordens vom Heiligen Michael verliehen, am 15. Juni 1840 trat er schließlich in den Ruhestand.
Puchta ist der Vater von Christian Heinrich Puchta sowie von Georg Friedrich Puchta.

## Werke (Auswahl)
- Über Güterzertrümmerungen und Grundstückhandel, Enke, Erlangen 1816.
- Handbuch des gerichtlichen Verfahrens in Sachen der freiwilligen Gerichtsbarkeit, 2 Bände, Palm, Erlangen 1821–1832.
- Beiträge zur Gesetzgebung und Praxis des bürgerlichen Rechtsverfahrens, 2 Bände, Palm, Erlangen 1822–1823.
- Das Institut der Schiedsrichter nach seinem heutigen Gebrauche und seiner Brauchbarkeit für Abkürzung und Verminderung der Prozesse betrachtet, Erlangen 1823.
- Der Dienst der deutschen Justizämter oder Einzelrichter, 2 Bände, Palm, Erlangen 1829–1830.
- Über das Verfahren in geringfügigen Civilrechtssachen, 1834.
- Die Landgerichte in Bayern und ihre Reform: mit vergleichender Rücksicht auf das deutsche Gerichtswesen früherer Zeit, Erlangen 1834.